# Taşköprü, Çiftlikköy
Taşköprü là một thị trấn thuộc huyện Çiftlikköy, tỉnh Yalova, Thổ Nhĩ Kỳ. Dân số thời điểm năm 2010 là 3.237 người.